# Mirko Votava
Miroslav „Mirko“ Votava (* 25. April 1956 in Prag, Tschechoslowakei) ist ein deutscher Fußballtrainer und ehemaliger -spieler.

## Leben

### Jugend
Der gebürtige Tscheche „Mirko“ Votava spielte als Kind in der damaligen Tschechoslowakei bei Dukla Prag und wurde dort, wie sein Bruder, von seinem Vater Josef Votava trainiert. Er kam mit seinen Eltern kurz vor dem Prager Frühling 1968 nach Westdeutschland (BRD). Die Familie zog dann weiter nach Australien, kehrte aber bald nach Deutschland zurück. Fortan spielte Mirko mit seinem älteren Bruder Josef in der Jugendmannschaft des VfL Witten und besuchte in Witten-Annen die Freiligrathschule.

### Profikarriere
Im Jahr 1973 wechselte Josef Votava, der als der talentiertere der Brüder galt, zu Borussia Dortmund, die nach dem Abstieg aus der Bundesliga zu dieser Zeit in der Regionalliga, der damals zweithöchsten Spielklasse, spielte. Noch während der Saison kam auch Mirko, der 1973 in die Jugendmannschaft des BVB gewechselt war, als Jugendlicher zu seinen ersten sieben Einsätzen in der Profimannschaft. Als Ablösesumme zahlte Borussia 1500 DM an den damaligen Verbandsligisten Witten. Für die Saison 1974/75 erhielt Mirko einen Profivertrag und war auf Anhieb Stammspieler in der neu eingerichteten 2. Bundesliga. Zu Beginn der Zeit bei Borussia Dortmund machte Votava in Witten eine Ausbildung als Starkstromelektriker und trainierte nur abends. Anfangs der Profizeit arbeitete er noch vormittags als Elektriker auf der Zeche Gneisenau in Dortmund-Derne.
Votava spielte zunächst als Vorstopper, später kam er hauptsächlich als defensiver Mittelfeldspieler zum Einsatz. Während Josefs Zeit bei der Borussia nach zwei Spielzeiten bereits beendet war, stieg Mirko mit dem BVB 1976 in die Bundesliga auf und blieb dort bis 1982. Er bestritt in dieser Zeit 189 Bundesligaspiele und erzielte 25 Tore. Im Jahr 1978 erhielt Votava die deutsche Staatsangehörigkeit; in seinen ersten Profijahren spielte er als Staatenloser.
Einen Tag vor Beginn der Saison 1982/83 wechselte er für die damalige Rekordablösesumme von 1,3 Millionen DM zu Atlético Madrid nach Spanien, wo er es in der Primera División bis 1985 auf 95 Einsätze und neun Tore brachte. Mit dem Verein gewann er 1985 den spanischen Fußballpokal. Danach ging Votava zurück in die Bundesliga zu Werder Bremen. Dort absolvierte er bis zur Saison 1996/97 357 Einsätze, erzielte 18 Tore und feierte – lange Zeit als Kapitän der Mannschaft – unter Trainer Otto Rehhagel seine größten Erfolge. Mit Werder wurde er 1988 und 1993 Deutscher Fußballmeister, 1991 und 1994 DFB-Pokalsieger und 1992 Europapokalsieger der Pokalsieger. Während der Saison 1996/97 wechselte er in die 2. Bundesliga zum VfB Oldenburg, mit dem er am Saisonende abstieg. In der darauffolgenden Saison beendete er seine Spielerkarriere in der Regionalliga Nord.
Mit seinen insgesamt 546 Bundesligaspielen steht Mirko Votava auf Platz fünf der Liste der Bundesligaspieler mit den meisten Einsätzen. Durch sein Tor bei der 1:2-Niederlage gegen den VfB Stuttgart am 24. August 1996, dem 3. Spieltag der Saison 1996/97, ist er der zweitälteste Torschütze der Bundesliga (40 Jahre und 121 Tage) und war bis Claudio Pizarro ihn übertrumpfte lange Zeit ältester Torschütze. Außerdem ist er mit 79 Einsätzen Rekordspieler im DFB-Pokal.
Durch seine Einbürgerung in die Bundesrepublik Deutschland bekam der Tscheche Votava auch die Spielberechtigung für die DFB-Fußballauswahl und spielte für diese von 1979 bis 1981 insgesamt fünfmal. Er wurde mit der Mannschaft bei der Fußball-Europameisterschaft 1980 in Italien Europameister; eingesetzt wurde er allerdings nur im Gruppenspiel gegen Griechenland.
Für den EM-Gewinn 1980 erhielt er von Bundespräsident Carstens das Silberne Lorbeerblatt.

### Weitere Laufbahn
Nach seiner Spielerkarriere wurde Votava Fußballtrainer. Im Juli 1997 übernahm er den VfB Oldenburg in der Fußball-Regionalliga als Spielertrainer, von Juli 1998 bis April 1999 trainierte er den SV Meppen. Im Jahr 2000 wurde er Chef-Scout bei Werder Bremen; ab November 2002 übernahm er den Zweitligisten 1. FC Union Berlin, bei dem er im März 2004 durch Aleksandar Ristić ersetzt wurde.
Während der EM 2004 war er für Otto Rehhagel, damals Coach der Griechischen Fußballnationalmannschaft, als Beobachter tätig, was allerdings erst später bekannt wurde. Auf die Frage, welchen Anteil er am Turniersieg der Griechen gehabt habe, antwortete er in der in Syke erscheinenden Kreiszeitung vom 25. April 2006: „Ich habe zumindest keinen Fehler gemacht.“
Von November 2004 bis Februar 2017 trainierte Votava die U19 von Werder Bremen. Anschließend wurde er Trainerassistent der U23 von Werder Bremen. Am 30. Oktober 2017 übernahm er die Mannschaft zeitweise als Cheftrainer, da Florian Kohfeldt nach der Entlassung von Alexander Nouri bis zur Suche nach einem neuen Trainer die erste Mannschaft betreute. Nachdem Sven Hübscher die U23 als Trainer übernommen hat, trainiert Votava die U23 als Co-Trainer weiter.

### Titel und Erfolge
Als Spieler
- Aufstieg in die Bundesliga 1976 mit Borussia Dortmund
- Europameister 1980 mit Deutschland
- Spanischer Pokalsieger 1985 mit Atlético Madrid
- Deutscher Meister 1988 und 1993 mit Werder Bremen
- Deutscher Supercupsieger 1988, 1993 und 1994 mit Werder Bremen
- Deutscher Pokalsieger 1991 und 1994 mit Werder Bremen
- Europapokal der Pokalsieger 1992 mit Werder Bremen

 Als Trainer 
- Meister in der Junioren-Bundesliga-Staffel (U19) Nord/Nordost 2007, 2009 und 2016 mit Werder Bremen

## Familiäres
Sein Sohn Dennis (* 1980) wurde im Jahre 1999 mit der sogenannten Goldenen Generation von Werder Bremen deutscher Jugendmeister, was gleichzeitig der größte Erfolg der A-Jugend in der Vereinsgeschichte war. Danach kam er jedoch nicht über Einsätze in der zweiten Mannschaft der Bremer mit Spielbetrieb in der Regionalliga Nord hinaus und spielte danach nur mehr im unterklassigen Amateurfußball.